# India Pagán
India Pagán (New London, 7 gennaio 1999) è una cestista statunitense con cittadinanza portoricana.

## Carriera
Con Porto Rico ha disputato i Giochi olimpici di Tokyo 2020 e i Campionati mondiali del 2022.